# Crkovnica
Crkovnica je naselje u gradu Leskovcu, Jablanički upravni okrug, Srbija. Prema popisu iz 2022. godine u Crkovnici je živjelo 33 stanovnikа. Ovdje se nalazi manastir Crkovnica